# الوحيز (مذيخرة)

تعديل مصدري - تعديل

الوحيز محلة تابعة لقرية الدهادة، التابعة لعزلة بني علي بمديرية مذيخرة إحدى مديريات محافظة إب في الجمهورية اليمنية، بلغ تعداد سكانها 179 حسب تعداد اليمن لعام 2004.